# Ceratophygadeuon crassidens
Ceratophygadeuon crassidens är en stekelart som beskrevs av Henry Keith Townes, Jr. 1983. Ceratophygadeuon crassidens ingår i släktet Ceratophygadeuon och familjen brokparasitsteklar. Inga underarter finns listade i Catalogue of Life.